# Rossoch
Rossoch (en russe : Россошь) est une ville de l'oblast de Voronej, en Russie, et le centre administratif du raïon Rossochanski. Sa population s’élevait à 62 625 habitants en 2020.

## Géographie
Rossoch se trouve à la frontière ukrainienne, à 165 km au sud de Voronej et à 631 km au sud-sud-est de Moscou

## Histoire
À la fin du XVIe siècle, le tsar Pierre le Grand, fit la conquête des steppes du sud de la Russie pour protéger les villages qui y avaient été établis, dont celui de Rossoch, mentionné pour la première fois dans un document datant de 1721. La ville se développa ensuite en un centre de commerce. La construction du chemin de fer Voronej – Rostov-sur-le-Don permit le démarrage de l'industrialisation.
En janvier 1943, fut menée avec succès dans cette région une vaste opération de l'Armée rouge, l'offensive Ostrogojsk-Rossoch, contre les forces de l'Axe.

## Population
Recensements ou estimations de la population
| 1897* | 1926*  | 1939*  | 1959*  | 1970*  | 1979*  |
| ----- | ------ | ------ | ------ | ------ | ------ |
| 8 800 | 16 034 | 27 789 | 30 184 | 36 438 | 44 019 |

| 1989*  | 2002*  | 2010*  | 2012   | 2013   | 2014   |
| ------ | ------ | ------ | ------ | ------ | ------ |
| 57 029 | 62 923 | 62 865 | 62 752 | 62 507 | 62 538 |

| 2015   | 2016   | 2017   | 2018   | 2019   | 2020   |
| ------ | ------ | ------ | ------ | ------ | ------ |
| 62 688 | 62 680 | 62 884 | 62 827 | 62 716 | 62 625 |

## Économie
La situation de Rossoch, dans la région fertile des terres noires (tchernoziom), y a favorisé l'industrie agroalimentaire.